# Neoplocaederus chloropterus
Neoplocaederus chloropterus là một loài bọ cánh cứng trong họ Cerambycidae.